# Johann Christoph Wohler
Johann Christoph Wohler (* 1748 in Magdeburg; † 4. Mai 1799 in Potsdam) war ein deutscher Bildhauer in Potsdam.

## Leben
Johann Christoph Wohler („der Ältere“) und sein Bruder Michael Christoph Wohler (1754–1802, „der Jüngere“) gingen bei ihrem Vater und den aus Bayreuth nach Potsdam übersiedelten Gebrüdern Johann David und Johann Lorenz Wilhelm Räntz in die Lehre. Seit 1769 waren sie in Potsdam tätig und an den jüngsten Skulpturen des Neuen Palais und an zahlreichen Stadtgebäuden beteiligt.

## Werke
Gemeinsame Werke
- 1781: Potsdam, Langer Stall, südliche Portalfassade, Sandsteinfiguren
- 1781: Potsdam, Alte Post, Puttenreliefs mit ins spielerische gewandelten Postszenen sowie Bekrönungen mit „Meilenzeigern“. Diese waren von Skulpturen flankiert, welche Personifikationen der vier Kontinente Europa, Asien, Afrika und Amerika sowie Merkur und Fama darstellten.
- 1789: Berlin, Brandenburger Tor, Anfertigung der Holzmodelle in Originalgröße für die Quadriga nach einem Modell-Gips von Johann Gottfried Schadow.
- 1790: Potsdam, Kutschpferdestall am Neuen Markt, Figurenschmuck[1]
- 1793/94: Potsdam, Obelisk am Ende der Hauptallee des Neuen Gartens vor dem Marmorpalais am Heiligen See, nach einem Entwurf von Carl Gotthard Langhans, vier Medaillons. Die vier Reliefmedaillons stellen Männerköpfe in verschiedenen Lebensaltern dar, die die vier Jahreszeiten symbolisieren.
- 1796: Potsdam, ehemalige Schauspielerkaserne, auch „Logierhaus“ genannt, Figurenfries und die Reliefköpfe nach Entwürfen von Johann Gottfried Schadow.
- 1796/97: Potsdam, Palais Lichtenau: Giebelrelief nach einem Entwurf Johann Gottfried Schadows. Es zeigt Apollo, umgeben von Herkules, Nike, Poseidon, Ceres und Proserpina.